# كفلاء غطائية
كفلاء غطائية أو أبو دقيق بوس أو الدودة الهرة (الاسم العلمي: Megalopyge opercularis)، هي نوع من الحشرات يتبع جنس الكفلاء من الفصيلة الكفلاوية.